# Unio elongatulus
Unio elongatulus is een tweekleppigensoort uit de familie van de Unionidae. De wetenschappelijke naam van de soort is voor het eerst geldig gepubliceerd in 1825 door C. Pfeiffer.